# Olmeda de las Fuentes
Olmeda de las Fuentes je španělská obec v autonomním společenství Madrid. Leží 44 kilometrů od Madridu a 24 kilometrů od Alcalá de Henares.

## Geografie
Sousední obce: Pezuela de las Torres, Ambite, Villar del Olmo a Nuevo Baztán.

## Historie
Až do 70. let 20. století se obec jmenovala Olmeda de la Cebolla.

## Slavní obyvatelé města
- Pedro Paez, první Evropan, který našel prameny Modrého Nilu (roku 1618)

## Transport
Olmeda de las Fuentes je dosažitelná autousy Argabus číslo 260, 261 a 321.